# あやべ温泉
あやべ温泉（あやべおんせん）とは、京都府綾部市にある温泉である。

## 泉質
- ナトリウム - 炭酸水素塩泉 
  - 源泉温度 : 約18.6℃。
  - 湧出量 : 約12.6リットル/分
  - pH : 約8.1

## 温泉地
綾部市との第三セクターである株式会社緑土（りょくど）が運営する。施設名の「二王」というのは、この温泉の近所にある国宝、光明寺二王門からつけられた。
- 住所 - 京都府綾部市睦寄町在ノ向10

## アクセス
- 舞鶴若狭自動車道綾部ICから中丹広域農道・京都府道1号小浜綾部線経由で約30分。
- 綾部駅または山家駅からあやべ市民バス「於見」行き（「大町バスターミナル」で乗り継ぐ便もあり）に乗車、「あやべ温泉前」下車。有効本数は4往復と少ない。